# چارلز لدرر
چارلز لدرر (انگلیسی: Charles Lederer؛ ۳۱ دسامبر ۱۹۰۶ – ۵ مارس ۱۹۷۶) یک فیلم‌نامه‌نویس و کارگردان اهل ایالات متحده آمریکا بود.

## فیلم‌شناسی
- شورش در کشتی بونتی
- رفیق ایکس
- یک رابطه همه‌جانبه
- منشی همه‌کاره او
- سرمقاله